# Sophie Capewell
Sophie Capewell (Lichfield, 4 settembre 1998) è una pistard britannica, vincitrice di un oro olimpico e di un oro, due argenti e due bronzi ai campionati del mondo.

## Palmarès

### Pista
- 2017

Campionati britannici, Keirin
Campionati britannici, Velocità a squadre (con Lauren Bate)
- 2019

Campionati britannici, Velocità
Dublin International, Velocità
Dublin International, Keirin
- 2021

Belgian Track Meeting, Velocità
- 2023

GP Brno, Keirin
GP Germany, Velocità a squadre (con Emma Finucane e Katy Marchant)
- 2024

Coppa delle Nazioni, Velocità a squadre (Adelaide, con Emma Finucane, Lauren Bell e Katy Marchant)
Coppa delle Nazioni, Velocità a squadre (Hong Kong, con Emma Finucane e Katy Marchant)
Giochi olimpici, Velocità a squadre (con Emma Finucane e Katy Marchant)
Campionati del mondo, Velocità a squadre (con Emma Finucane e Katy Marchant)

## Piazzamenti

### Competizioni mondiali
- Campionati del mondo su pista

Aigle 2016 - Velocità a squadre Junior: 6ª
Aigle 2016 - 500 metri a cronometro Junior: 12ª
Aigle 2016 - Velocità Junior: 8ª
Aigle 2016 - Keirin Junior: 13ª
Berlino 2020 - Velocità: 18ª
Roubaix 2021 - Velocità a squadre: 3ª
Roubaix 2021 - Velocità: 11ª
Roubaix 2021 - Keirin: 13ª
Saint-Quentin-en-Yvelines 2022 - Velocità a squadre: 3ª
Saint-Quentin-en-Yvelines 2022 - Velocità a squadre: 7ª
Saint-Quentin-en-Yvelines 2022 - Keirin: 12ª
Glasgow 2023 - Velocità: 5ª
Glasgow 2023 - 500 metri: 4ª
Glasgow 2023 - Velocità a squadre: 2ª
Ballerup 2024 - Velocità: 4ª
Ballerup 2024 - Velocità a squadre: vincitrice
Ballerup 2024 - 500 metri: 2ª
- Giochi olimpici

Parigi 2024 - Velocità: 5ª
Parigi 2024 - Velocità a squadre: vincitrice

### Competizioni europee
- Campionati europei su pista

Atene 2015 - Velocità Junior: 4ª
Atene 2015 - 500 metri a cronometro Junior: 5ª
Atene 2015 - Velocità a squadre Junior: 5ª
Atene 2015 - Keirin Junior: 5ª
Montichiari 2016 - Velocità a squadre Junior: 3ª
Montichiari 2016 - Velocità Junior: 6ª
Montichiari 2016 - 500 metri a cronometro Junior: 3ª
Anadia 2017 - Velocità a squadre Under-23: 6ª
Anadia 2017 - Inseguimento a squadre Under-23: 4ª
Anadia 2017 - Velocità Under-23: 9ª
Anadia 2017 - 500 metri a cronometro Under-23: 9ª
Anadia 2017 - Keirin Under-23: 8ª
Berlino 2017 - Velocità a squadre: 7ª
Berlino 2017 - 500 metri a cronometro: 12ª
Berlino 2017 - Keirin: 13ª
Berlino 2017 - Velocità: 17ª
Glasgow 2018 - 500 metri a cronometro: 12ª
Glasgow 2018 - Keirin: 8ª
Apeldoorn 2019 - Velocità: 9ª
Apeldoorn 2019 - Keirin: 11ª
Plovdiv 2020 - Velocità: 7ª
Plovdiv 2020 - Keirin: 4ª
Grenchen 2021 - Velocità a squadre: 4ª
Grenchen 2021 - Velocità: 5ª
Grenchen 2021 - Keirin: 4ª
Monaco di Baviera 2022 - Velocità a squadre: ritirata
Monaco di Baviera 2022 - Velocità: 6ª
Monaco di Baviera 2022 - Keirin: 6ª
Grenchen 2023 - Velocità a squadre: 2ª
Grenchen 2023 - Keirin: 10ª
Grenchen 2023 - Velocità: 3ª
Apeldoorn 2024 - Velocità: 5ª
Apeldoorn 2024 - Keirin: 8ª
Apeldoorn 2024 - Velocità a squadre: 2ª